# Anas platyrhynchos domesticus
El pato doméstico (Anas platyrhynchos domesticus) es una subespecie de ave anseriforme de la familia Anatidae.
A diferencia de algunos otros patos, el pato doméstico tiene un temperamento afable, lo que lo convierte en un buen animal de corral. Estos patos son muy versátiles y están presentes en estanques y en patios traseros. Su expectativa de vida es de nueve a doce años.

## Características
Su peso es de entre 3,6 y 4,1 kg, aunque se han desarrollado variedades mayores. Su plumaje es blanco y tiene el pico y las patas de color naranja. Algunos pueden tener el pico más amarillo, pero si tienen el pico negro se considera una falta seria en la clasificación. El pato Pekín blanco es un pato de rápido crecimiento; y los pollos son fáciles de distinguir de los adultos porque tienen un plumaje brillante y amarillo. Sus aletas son color naranja y miden 8 cm.
Los machos se distinguen de las hembras por las plumas de la cola, en el caso del macho la cola termina en aguja hacia arriba, mientras que en la hembra la cola apunta hacia abajo.
Los patos domésticos fueron importados de China a Europa y Norteamérica en los años 1800, y fueron inicialmente vistos en exposiciones en 1878. Esta especie fue originalmente criada a partir del ánade real (Anas platyrhynchos), aunque en textos antiguos lo clasificaban como Anas domesticus. Ha sido usado históricamente como pato de carne. Hoy en día los patos domésticos proveen la carne de pato más conocida y son los ánades de granja más comunes. Además son los patos más populares en las exhibiciones y como mascotas.
A diferencia de otros animales de granja, los patos de granja conservan muchas de las características de la especie silvestre y son capaces de vivir y reproducirse de forma natural sin la intervención del hombre.
En estado silvestre los patos prefieren vivir en ríos, lagos y aguas costeras próximas a las orillas, pero la especie doméstica es incluso más adaptable, conformándose con ocupar depósitos de agua y charcas y, a falta de estos, cultivos cercanos a canales de riego. Algunas poblaciones de Anas platyrhynchos (ánade real), descienden total o parcialmente de patos domésticos pero, como en el caso de las palomas domésticas asilvestradas, ferales o naturalizadas, cuando su aspecto (fenotipo) es similar al de la especie silvestre, se les suele clasificar con la subespecie parental.
Las aves silvestres son muy gregarias, bastante ariscas y desconfiadas. Raramente permiten el acercamiento a corta distancia, siendo normalmente el primer pato que huye ante la presencia humana. Los animales descendientes de patos domésticos aunque puedan ser de aspecto idéntico al silvestre, son fáciles de ver solos o en pareja y permiten que se les observe durante más tiempo e incluso permanecen a corta distancia sin huir. En estado salvaje, los descendientes de pato doméstico revierten en pocas generaciones rápidamente al fenotipo silvestre, por ser estos genes dominantes. En algunos casos, como los animales semisilvestres de parques públicos, persiguen a los seres humanos solicitándoles comida. Los patos de origen doméstico suelen criar en lugares cercanos a asentamientos humanos que les mantienen a salvo de predadores como los zorros.

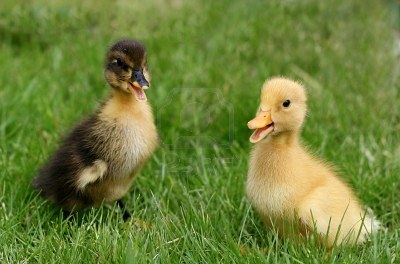
Polluelos de Anas platyrhynchos domesticus

## Reproducción
Para anidar elige sitios secos un poco alejados del agua, escondiendo el nido entre el pasto, cardos o en un lugar cerrado y oscuro donde la pata no sea molestada y se sienta segura; los nidos suelen estar forrados con plumillas para conservar el calor. Pone de cuatro a doce huevos. La incubación tarda veintiocho días y es efectuada solo por la hembra. Una vez nacidas las crías, la madre se encarga de sus cuidados y protección. Los patos nacen con los ojos abiertos y cubiertos por un plumón amarillo, por lo que es capaz de conservar su temperatura corporal; a las pocas horas son capaces de abandonar el nido siguiendo a la madre, que los guiará para que se alimenten por sí mismos.